# Mítink bratrství a jednoty (Petrova Gora)

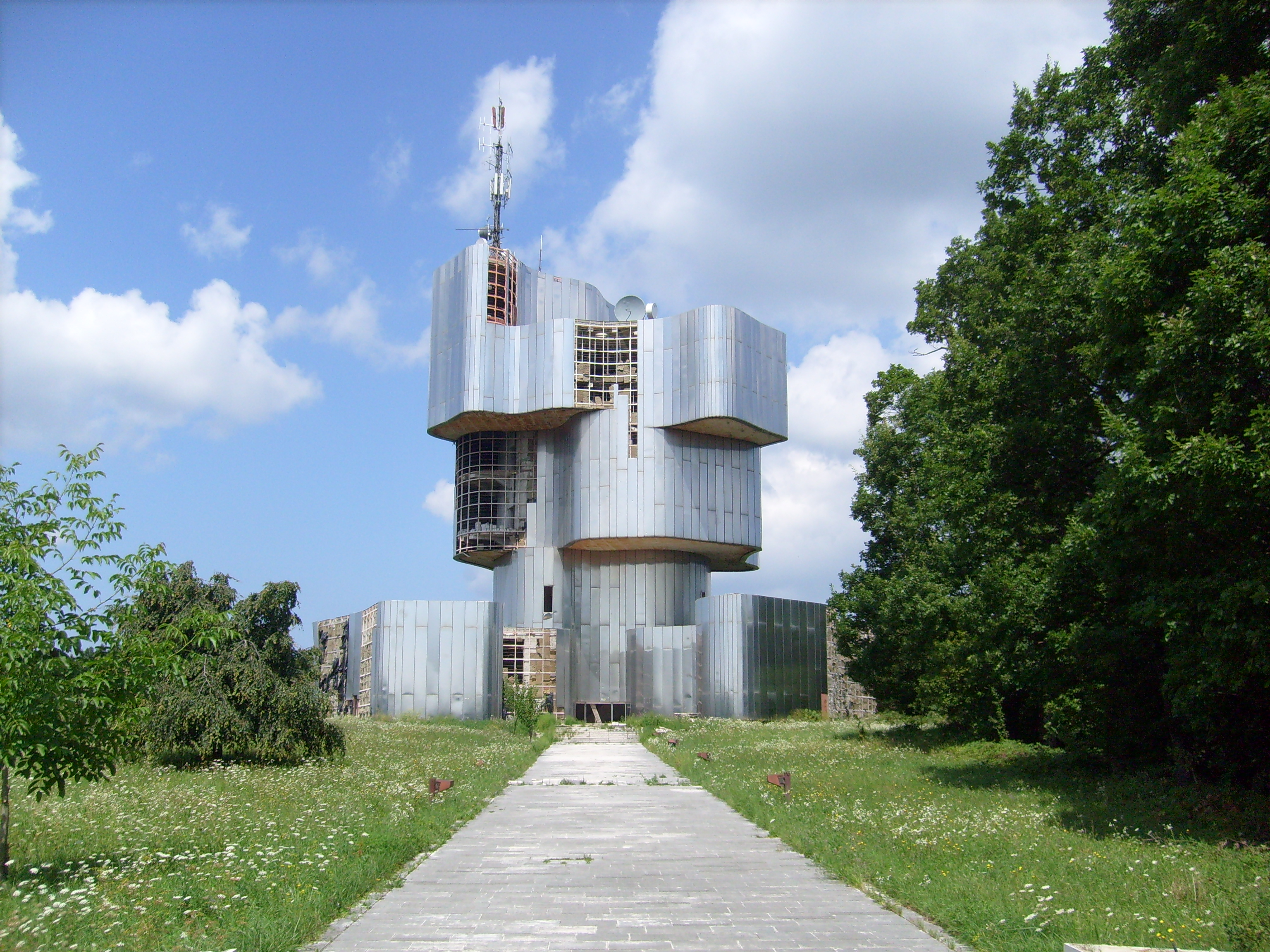
Památník událostí na Petrově hoře nedaleko Karlovce.

Mítink bratrství a jednoty (srbochorvatsky Narodni zbor bratstva i jedinstva) se odehrál na Petrově hoře (Kordun, Chorvatsko) 4. března 1990, jen několik dní před prvními svobodnými volbami v Chorvatsku. Odehrál se v atmosféře doznívající protibyrokratické revoluce, rozpadu monopolu moci komunistické strany a značného nárůstu etnické nenávisti mezi jugoslávskými národy.
Na Petrově hoře se každý březen konalo pamětní shromáždění partyzánských veteránů. Ke shromážděným promlouvali představitelé SKH, SKJ, či veteráni JLA. Projevy jednotlivých představitelů režimu se nesly v duchu popularizace jugoslávské komunistické ideologie a vzpomínek na vojenské události z časů druhé světové války. V březnu 1941 se na tomto místě dokázalo 700 bojovníků v řadách jugoslávských partyzánů probít přes ustašovské linie směrem k osvobozenému území, nacházejícímu se v Bosně a Hercegovině.
K shromážděnému davu promlouvali váleční veteráni, členové SUBNORu: Dmitar Obradović, Dušan Pekić, Jandre Bjelivuk a Milka Kufri. Mítink se velmi brzo změnil v manifestaci srbského nacionalismu. Ze vzpomínkových partyzánských akcí, kde si jugoslávští komunisté připomínali úspěchy z dob druhé světové války, či masových mítinků podporujících politiku Slobodana Miloševiće tak zbyl pouze název, odkazující na Titovu politiku bratrství a jednoty. Shromáždění nepodporovalo otevřeně žádnou politickou stranu, ani zavedený kurz. Jeho organizátorem byli předsedové Općiny Vrginmost a Općiny Vojnić. Organizátoři si byli vědomi toho, že se shromáždění může velmi snadno zvrhnout ze vzpomínkové akci v manifestaci nacionalismu, a proto za hlavní osobnost vybrali penzionovaného generála JLA, Dušana Pekiće. Během shromáždění ovšem došlo ke střetu, neboť po nějakou dobu nebylo jasné, zdali na pódiu vystoupí bývalý generál JLA Dušan Pekić, či antikomunista a politik[zdroj?] z Kninu, Jovan Opačić. Nakonec musely zasáhnout bezpečnostní složky (milice).
Na shromáždění se podle oficiálních (chorvatských) odhadů sešlo okolo 10-70 tisíců lidí. Srbské odhady zmiňovaly rozmezí 70-100 tisíc lidí. Časopis NIN dokonce uvedl počet 150 000. Několik set lidí přijelo dokonce až z Kosova.
Shromážděný dav skandoval hesla požadující osvobození Kosova, zatčení Franje Tuđmana (podobně jako byl v roce 1989 zatčen po podobné demonstraci Azem Vllasi), a obviňoval nové chorvatské politické strany (především HDZ) z navázání na praktiky Nezávislého státu Chorvatsko. Mnozí z účastníků drželi kromě vlajek Jugoslávie, či Srbska také i portréty Miloševiće, ale i symboly odkazující na četnické hnutí. Srbská strana označila přítomnost transparentů s nápisy "Toto je Srbsko" (srbochorvatsky Ово је Србија') a dalším odkazující na tradici četnického hnutím za provokaci. Chorvatská strana vnímala celé shromáždění jako nepřátelský krok srbského obyvatelstva směrem k SR Chorvatsko a snahu ovládnou chorvatskou scénu politickými silami loajálními k Miloševićovi, podobně jako tomu bylo např. ve Vojvodině v létě 1988, či v Černé Hoře v lednu 1989.
Jen několik dní po shromáždění došlo v chorvatském městě Benkovac k pokusu na atentát na Franja Tuđmana. Chorvatská média spekulovala, jaký je vztah mezi tímto shromážděním a událostí v Benkovci.
V současné době se na místě konají každoročně dobrovolná shromáždění partyzánských veteránů, kterých se účastní několik set, příležitostně až tisíců lidí.